# MicroSD
Les targetes microSD, T-Flash o Transflash corresponen a un format de targeta de memòria flash més petita que la MiniSD, desenvolupada per SanDisk; adoptada per l'Associació de Targetes SD (SD Card Association) sota el nom de «microSD» el juliol de 2005. Fa tan sols 15 × 11 × 0,7 mm, la qual cosa li dona una àrea de 165 mm². Això és tres vegades i mitja més petita que la miniSD, que era fins ara el format més petit de targetes SD, i és al voltant d'un dècim del volum d'una SD card. Les seves taxes de transferència no són molt altes, però, empreses com SanDisk han treballat en això, arribant a versions que suporten velocitats de lectura de fins a 10 Mbit/s.
Atès que el seu cost duplica, com a poc, el d'una Secure Digital equivalent, el seu ús se cenyeix a aplicacions en què la mida és crític, com els telèfons mòbils, sistemes GPS o targetes Flash per consoles de mà (com la GameBoy Advance, Nintendo DS o la Nintendo DSI)

## Versions disponibles

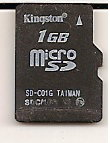
Micro SD de 1GB de capacitat.

MicroSD:
- 16 MB (MiB)  (fora de venda)
- 32 MB  (fora de venda)
- 64 MB  (fora de venda)
- 128 MB
- 256 MB
- 512 MB
- 1 GB Micro SD de 1GB de capacitat.
- 2 GB
- 4 GB
- 8 GB
- 16 GB
- 32 GB
- 64 GB
- 128 GB
- 256 GB

MicroSDHC (vegeu també SDHC):
- 2 GB
- 4 GB
- 8 GB
- 16 GB
- 32 GB

## Especificacions
|                                            | Tarjeta MiniSD | Tarjeta SD | Tarjeta MicroSD |
| ------------------------------------------ | -------------- | ---------- | --------------- |
| Ample                                      | 20mm           | 24mm       | 11mm            |
| Llarg                                      | 21,5 mm        | 32mm       | 15mm            |
| Gruix                                      | 1,4 mm         | 2,1 mm     | 1mm             |
| Volum de la targeta                        | 589 mm ³       | 1,596 mm ³ | 165mm ³         |
| Pes                                        | 1g aprox.      | 2g aprox.  | <1g aprox.      |
| Voltatge de funcionament                   | 2,7-3,6 V      | 2,7-3,6 V  | 2,7-3,6 V       |
| Interruptor de protecció contra escriptura | No             | Sí         | No              |
| Protectors de terminal                     | No             | Sí         | No              |
| Nombre de pins                             | 11 pins        | 9 forats   | 8 pins          |

## Dispositius que la suporten
- BenQ - Siemens: CF61, E61, EF81, EL71, S82, SFG75, S88
- E-ten: x500, M700
- Garmin GPS: eTrex Vista Cx, Legend Cx, Ventrue Cx, GPSMAP 60cx, 60csx, 76cx, Map76csx, StreetPilot i2, Street Pilot i3, etc.
- HTC: Hermes (TyTN). Venut també com els O2 XDA Trion, T-Mobile MDA Vario II, Vodafone 1.605 VPA Compact III, Orange SPV M3100, Dopod CHT 9000, Dopod 838 Pro, HTC Z, Qtek 9600, iMat JasJam, Cingular 8525, Cingular 3125, Swissom XPA v1605, SoftBank X01HT, UTStarcom 6800, Touch, Touch Dual, Touch Cruise (Polaris), Touch Pro, Touch HD, Touch 3G (T3232), P3300 ...
- Huawei: Huawei 5.320 i 5.330
- I-mate: Smartflip, JasJam
- Kyocera: KX55XO
- LG Electronics: U8360, U8380, U880, VX-8300, VX - 8.500, VX-8600, VX-9900 (env), LX550 (Fusic), CE500, CU320, CU500, KF750 (Secret), KS20, KU311, Ku250, KU380, KU990, KE990, KP215
- Motorola: V360, E398, V635, V710, A780 ], E815, A840, E770, E815, E895, C975, V975, C980, V980, A1000, A1200, M1000, E1000, V1000, ROKR, ROKR E2, V1050, V1150, SLVR L7, E1060, E1120, RAZR (V3i, V3x, V3m, V6), i870, i876, i580, A1200, KRZR K1, ROKR W5, [ RIZR Z3, W510, ROKR Z6
- Nintendo: Wii, Nintendo DSI
- Nokia: 7500, 7.390, 6300, 6555, 3250, 3500 6.233, 6234,6124 classic, 6.085, 6.086 5.200, 5.220 XpressMusic, 5300,5310,5500, 5700 XpressMusic, Nokia 5800 XpressMusic, Nokia 5.530 XpressMusic, Nokia 5610 XpressMusic, Nokia 5310 XpressMusic, Nokia 5220 XpressMusic 6.120 classic, 6125, 6131/6126/6133, 6.136, 6151, 6275i, 6267, 6.300, E50, E51, [ N95 (2007), Nokia N82, Nokia N73, Nokia N78, 5.200, nokia 5300 Xpress music, Nokia 5320 XpressMusic, E65, E62, E63, E61, E61i, E71, E90, 6.275, 6110 Navigator, N800, nokia 3.120 clasic, 3500 clasic, 6220 classic, 6210 navigator, N73, N76, N78, N79, Nokia N81, N82, N95, N96, N97 (Majoria de la sèrie N de Nokia).
- Sagem: My V-76 and My X 6/2
- Samsung: SGH-D600, SGH-D807, SGH-D820, SGH-D900, SGH-Z230, SGH-Z400, SGH-Z500, SGH-Z700, SGH-ZM60, SGH-i300, SGH-i607, SGH-P850, SGH-D510, SGH-E256, SGH-E250, SGH-F250, SGH - F300, SGH-X700, SGH-E770, SGH-E900, SGH-X800, SGH-zx10, SPH-A920/MM-A920, SPH-A940, SCH-A950, SCH-A930, SCH-A990, SGH-T809, SGH-T609, SGH-T519, SGH-D807, SGH-D900, SGH-T629, a9, SGH-A707, SGH-Z170, SGH - E236, SGH-L760V
- Sandisk: SanDisk Sansa E200, C200 i Express
- Sanyo: SCP-8400
- Sony Ericsson: K850, Xperia X1, Satie, Aino, Yari
- Toshiba: Toshiba TS705
- SuperCard Lite
- Research In Motion: família BlackBerry
- Supercard DS one
- Ace2Kard per a Nintendo DS
- M3 REAL per a Nintendo DS
- R4 DS Revolution
- Telecom: família zonder especialment el model MPTEZ
- Alcatel: família OT-C825, OT-C701, OT-E801a, OT-V770, OT-C701
- VK: I200
- Hi-Phone
- HTC Mogul (32 GB)
- Paradox ML2
- UTStarcom
- T-Mobile: Dash (Smartphone)
- O2 XDA Atom
- Samsung MX380
- EZFlash
- Gtran: N120 slim i N120 slim de luxe
- Foc: calculadora i calculadora científica